# استیون هادلی
استیون هادلی (انگلیسی: Stephen Hadley؛ زادهٔ ۱۳ فوریهٔ ۱۹۴۷) ۲۱مین مشاور امنیت ملی ایالات متحده آمریکا در دوره جرج دبلیو بوش بود. او هم‌اکنون ریاست مؤسسه صلح ایالات متحده را بر عهده دارد.